# Karl Heinrich von Bogatzky
Karl Heinrich von Bogatzky (født 7. september 1690, død 15. juni 1774) var en tysk opbyggelsesforfatter.
Han var i en årrække kammerjunker ved hertughoffet i Sachsen-Saalfeld, fra 1746 til sin død levede han som privatmand i Vajsenhuset i Halle.
Mest berømt er hans Gyldne Skatkiste, der første gang blev oversat på dansk 1754. 11. oplag kom 1893. Også i Norge er Bogatzkys skrifter blevne oversatte og udgivne i flere oplag.